# Ideal World
 (décembre 2021).
Si vous disposez d'ouvrages ou d'articles de référence ou si vous connaissez des sites web de qualité traitant du thème abordé ici, merci de compléter l'article en donnant les références utiles à sa vérifiabilité et en les liant à la section « Notes et références ».
Ideal World est une chaîne de télévision britannique de télé-achat.

## Histoire
Ideal World est  à l'origine dans les années 1980 une société de vente par correspondance, publiant des annonces dans la presse nationale et dans des expositions grand public. La société s'appelle alors Wrightway Marketing et est dirigée par Paul Wright et son partenaire commercial Val Kaye.
Ideal World est lancé le 17 avril 2000 sur le satellite numérique depuis un studio de Peterborough.
Le 6 mars 2001, le studio de Peterborough est complètement détruit par un incendie. La chaîne reprend ses émissions en quelques semaines à partir de diverses installations temporaires tandis que le bâtiment principal est reconstruit : il n'est à nouveau pleinement opérationnelle qu'en septembre 2002.
Ideal World a d'abord comme animateurs principaux Steve Whatley, Paul Lavers et Debbie Flint.
Le 18 avril 2003, la première chaîne sœur d'Ideal World, Create & Craft, est lancée. Le 1er janvier 2004, Ideal Vitality commence à émettre. Il s'agit à l'origine d'une chaîne de Goldshield, "Goldshield Vitality", pour laquelle Ideal Shopping Direct a fourni les installations d'enregistrement et de diffusion en studio. Cependant, fin 2005, Goldshield se retire de l'entreprise. Ideal Shopping diffuse une chaîne similaire mettant l'accent sur les produits de santé et de beauté de la gamme Ideal, sous le nom de Vitality. Ideal Vitality est arrêté et remplacé par des moments forts des émissions précédentes d'Ideal World, la chaîne étant renommée sur l'EPG Sky en Ideal World 2. Ideal World 3 suit en reprenant les émissions d'Ideal World 2.
Le 23 avril 2004, Ideal World commence à diffuser sur Freeview.
Jewellery Vault, une chaîne de bijoux aux prix abaissés, est lancée le 1er juillet 2005, diffusant en direct de 17 h à 1 h, elle ferme en juillet 2006, car elle ne couvre pas ses coûts d'exploitation.
Le 3 mars 2010, Ideal World 2 est renommé Ideal Extra et Ideal World 3 est renommé Ideal & More. Le même jour, Ideal Extra est lancé sur Freeview. 
En 2011, la société est radiée de l'Alternative Investment Market, après l'acquisition par le fonds d'investissement de Village Ventures, Inflexion Private Equity. Le fonds est ensuite vendu à The Blackstone Group, en 2015.
En mai 2013, Ideal World fait l'objet d'une enquête de l'émission Watchdog après que des téléspectateurs se sont plaints de la non-livraison des marchandises et de la qualité médiocre de certains produits. Des clients allèguent aussi que les plaintes adressées au service client d'Ideal World sont restées sans réponse ou ne sont pas satisfaisantes. L'enquête de Watchdog fait suite aux affirmations du Daily Mirror selon lesquelles les plaintes concernant Ideal World soumises à son blog avaient été plus de 100. Ideal World est acquis en juillet 2018 par Aurelius Group, déjà propriétaire de Bid Shopping et de sa filiale, Bid tv, entre 2009 et 2013.
Le 1er août 2019, Ideal World et Create & Craft commencent à diffuser simultanément des émissions en direct sur ITV (et UTV) entre minuit et 3 h, remplaçant Jackpot247. En septembre 2021, Ideal World commence à diffuser simultanément sur STV en même temps qu'ITV, ce qui signifie qu'Ideal World est désormais diffusé tous les soirs sur l'ensemble du réseau ITV pour la première fois.
CCXTV est lancé par Ideal Shopping Direct Ltd le 15 avril 2020 en tant que chaîne de divertissement et reprend LCN 23 de Create & Craft, diffusée de 7 h à 22 h, avec un programme d'importations et de rediffusions d'émissions. La chaîne est vendue à UKTV en octobre 2020. La chaîne s'arrête le 1er février 2021 et remplacée par Drama +1.

## Traduction
- (en) Cet article est partiellement ou en totalité issu de l’article de Wikipédia en anglais intitulé « Ideal World » (voir la liste des auteurs).

1. ↑  (en) Julian Clover, « Buyer found for Ideal World », sur Broadbandtvnews.com, 2018 (consulté le 20 décembre 2021)
2. ↑  (en) Fiona Briggs, « Ideal Shopping Direct wins ITV contract with £4m investment and 5m viewing figure boost », sur retailtimes.co.uk, 2019 (consulté le 20 décembre 2021)